# كول دونالدسون
كول دونالدسون (بالإنجليزية: Coll Donaldson)‏ هو لاعب كرة قدم بريطاني في مركز قلب الدفاع، ولد في 9 أبريل 1995 في إدنبرة في المملكة المتحدة. لعب مع دندي يونايتد وكوينز بارك رينجرز ونادي ليفينغستون.

## وصلات خارجية
- كول دونالدسون على موقع قاعدة بيانات كرة القدم.إي يو (الإنجليزية)
- كول دونالدسون على موقع Soccerbase.com (لاعب) (الإنجليزية)
- كول دونالدسون على موقع Soccerway.com (الإنجليزية)
- كول دونالدسون على موقع عالم كرة القدم.نت (الإنجليزية)
- كول دونالدسون على موقع AS.com (الإسبانية)